# Umschlagplatz-Denkmal

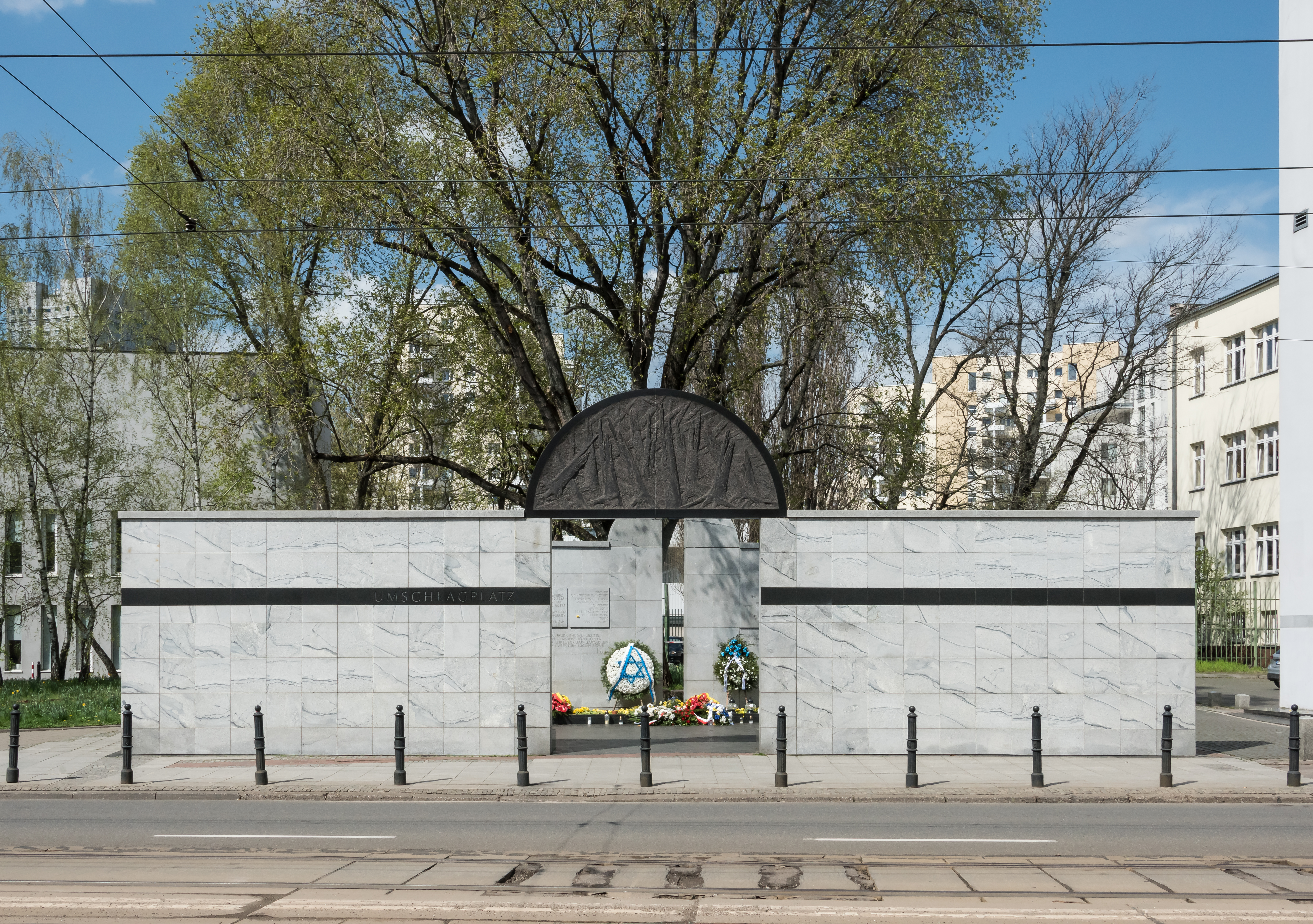
Umschlagplatz (2023)

Das Umschlagplatz-Denkmal (volle Bezeichnung: Mur–Pomnik Umschlagplatz, deutsch Mauer-Denkmal Umschlagplatz) ist ein Mahnmal in Warschau in der Ulica Stawki, das sich an der Stelle des ehemaligen Umschlagplatzes befindet, von dem aus in den Jahren 1942–1943 von den Deutschen über 300.000 Juden aus dem Warschauer Ghetto ins Vernichtungslager Treblinka und andere Konzentrationslager im Distrikt Lublin deportiert wurden.

## Geschichte

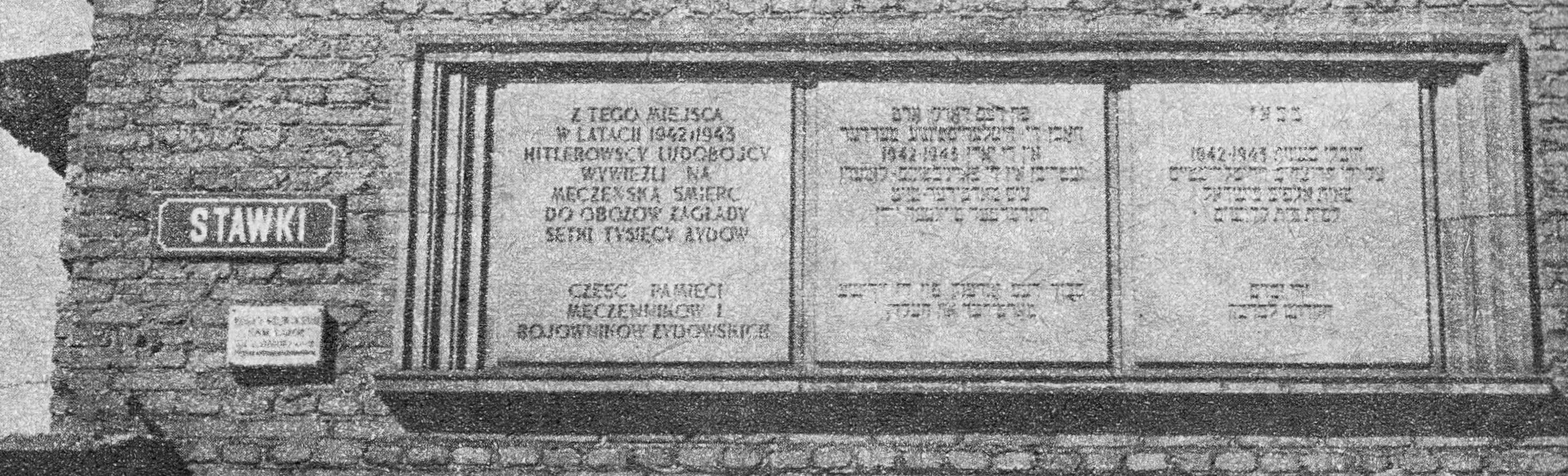
Die erste Erinnerung des Umschlagplatzes in der Nachkriegszeit (1960)

Das Denkmal wurde am 18. April 1988, einen Tag vor dem 45. Jahrestag des Ausbruchs des Aufstandes im Warschauer Ghetto, enthüllt. Es wurde von Hanna Szmalenberg und Władysław Klamerus entworfen. Die Form des Denkmales – eine weiße Mauer mit einer Höhe von 4 Metern mit einem schwarzen Band an der Außenwand – erinnert an die Farben der jüdischen rituellen Kleidungsstücke. Der rechteckige Raum von 20 × 6 Metern ist von einer Mauer umgeben und symbolisiert einen offenen Güterwagen. An der inneren Wand des Mahnmals wurden die 400 polnischen und jüdischen Vornamen, die vor dem Krieg am häufigsten waren, in alphabetischer Reihenfolge – von Aba bis Żana – eingemeißelt. Sie betonen das jahrhundertelange Zusammenleben der Juden und Polen in Warschau und die wechselseitige Durchdringung von ihren Kulturen und Religionen. Jeder Name symbolisiert auch 1000 Opfer des Warschauer Ghettos. Im zentralen Teil der Wand sind vier Steintafeln mit der Inschrift in polnischer, jiddischer, englischer und hebräischer Sprache angebracht:

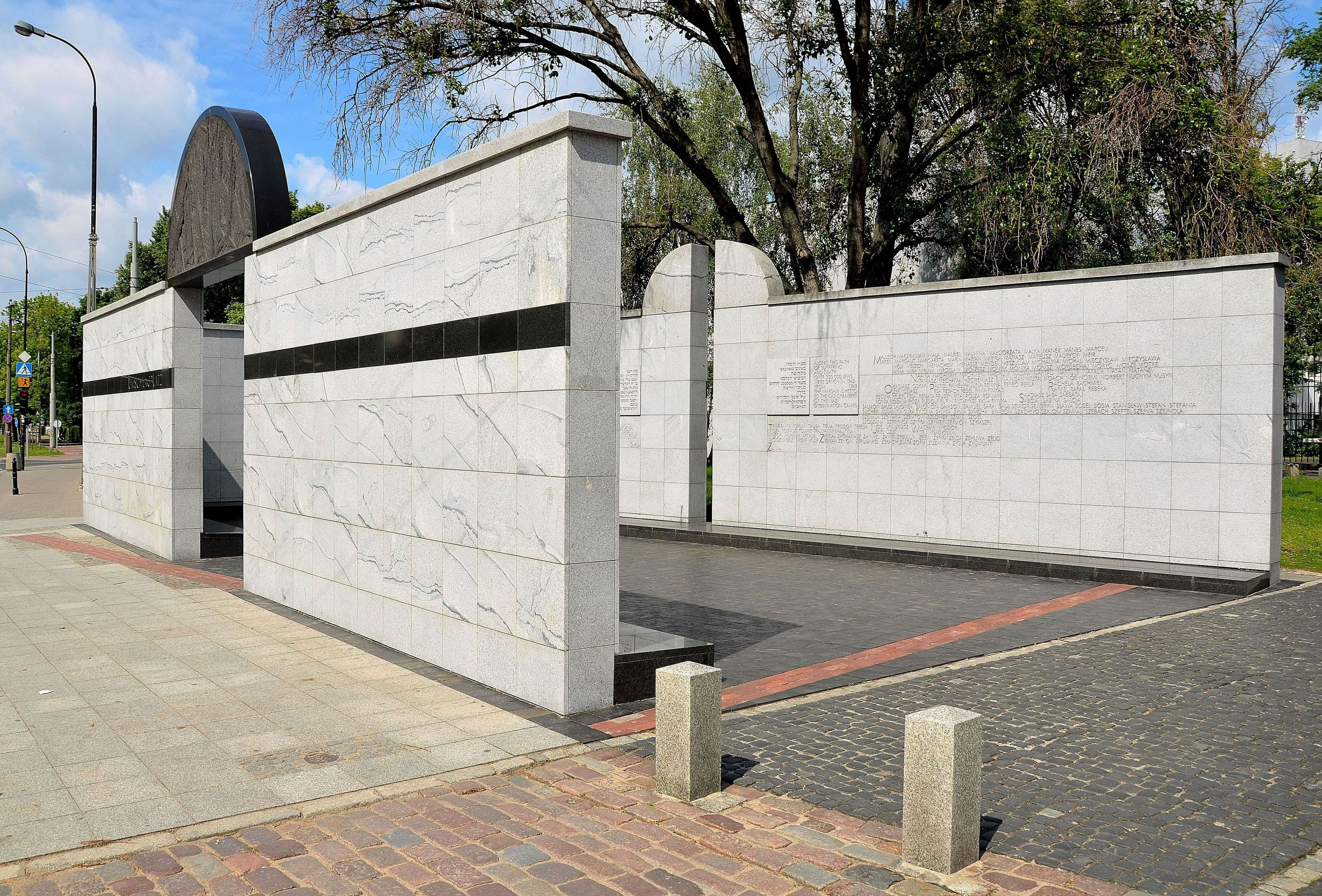
Die Denkmalmauer umgibt von drei Seiten einen Teil des ehemaligen Umschlagplatzes. Im Vordergrund befindet sich der „Weg des Todes“.

Über diesen Pfad des Leidens und des Todes wurden zwischen 1942 und 1943 mehr als 300.000 Juden aus dem Warschauer Ghetto in die Gaskammern der Nazi-Vernichtungslager getrieben.
(Übersetzung)
Das Tor zur Gedenkstätte ist mit einer halbkreisförmigen schwarzen Mazewa-ähnlichen Tafel versehen, die aus einem von der schwedischen Regierung und der schwedischen Bevölkerung gestifteten Syenitblock geschnitzt ist. Ein Flachrelief, das einen zerstörten Wald darstellt (in der jüdischen Grabkunst bedeutet ein zerbrochener Baum den vorzeitigen, gewaltsamen Tod), symbolisiert die Vernichtung der Juden. Gegenüber dem Haupttor befindet sich das zweite Tor – ein schmaler vertikaler Durchgang, der mit einer durchgeschnittenen Mazewa bekrönt ist, durch den ein Baum zu sehen ist, der nach dem Krieg hinter dem Denkmal wuchs. Das symbolisiert die Hoffnung. Die axiale Anordnung der beiden Tore soll als der Übergang vom Tod zur Hoffnung auf Leben verstanden werden.
An der Seitenwand eines mit dem Denkmal grenzenden Gebäudes (vor dem Krieg Nr. 8, heute Nr. 10) ist ein Zitat aus dem Buch Hiob in polnischer, jiddischer und hebräischer Sprache zu lesen: „Ach Erde, bedecke mein Blut nicht, und mein Geschrei finde keine Ruhestätte!“ (Hiob 16, 18). Die Inschrift „schneidet“ die Konturen von zwei Fenstern und Türen. Vom Rand der Ulica Stawki und zwischen dem Hauptteil des Denkmales und der Wand der Schule gibt es den Weg des Todes, der leicht schräg verläuft. Diesen Weg entlang wurden die Juden zur Eisenbahnrampe getrieben, von wo sie ins Vernichtungslager Treblinka deportiert wurden. Der Weg wurde im Bereich des Denkmals mit schwarzen Basaltwürfeln gepflastert.

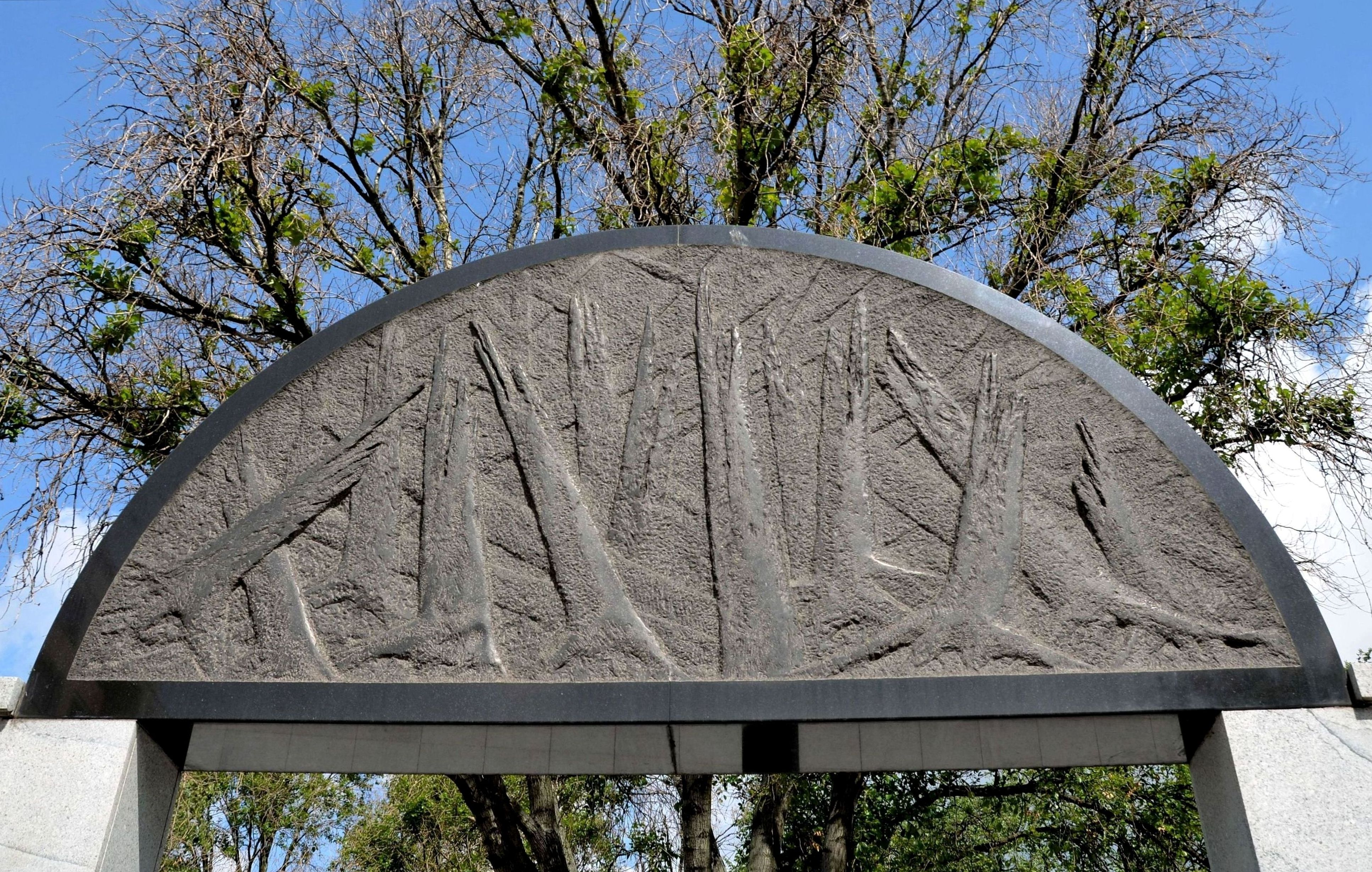
Der Syenitblock über dem Eingang mit einem Flachrelief, das einen zerstörten Wald darstellt.

Auf einer Tafel an der Rückwand des Denkmals stehen die Namen der Schöpfer und Spender des Denkmals.
Das Denkmal beschließt den Weg der Erinnerung an das Leid und den Kampf der Juden (Trakt Pamięci Męczeństwa i Walki Żydów), der an der Kreuzung der Ulica Anielewicza und Ulica Zamenhofa beginnt und entlang der Ulica Zamenhofa, Ulica Dubois und Ulica Stawki verläuft.
Am 11. Juni 1999, während seiner siebten Pastoralreise nach Polen, betete Johannes Paul II. an diesem Gedenkort für Juden.
Im Jahr 2002 wurden das Denkmal, der erhaltene Teil des Umschlagplatzes und die beiden angrenzenden Gebäude (vor dem Krieg Ulica Stawki Nr. 4/6 und Nr. 8, heute Nr. 10) ins Register der Kulturgüter (rejestr zabytków) eingetragen.

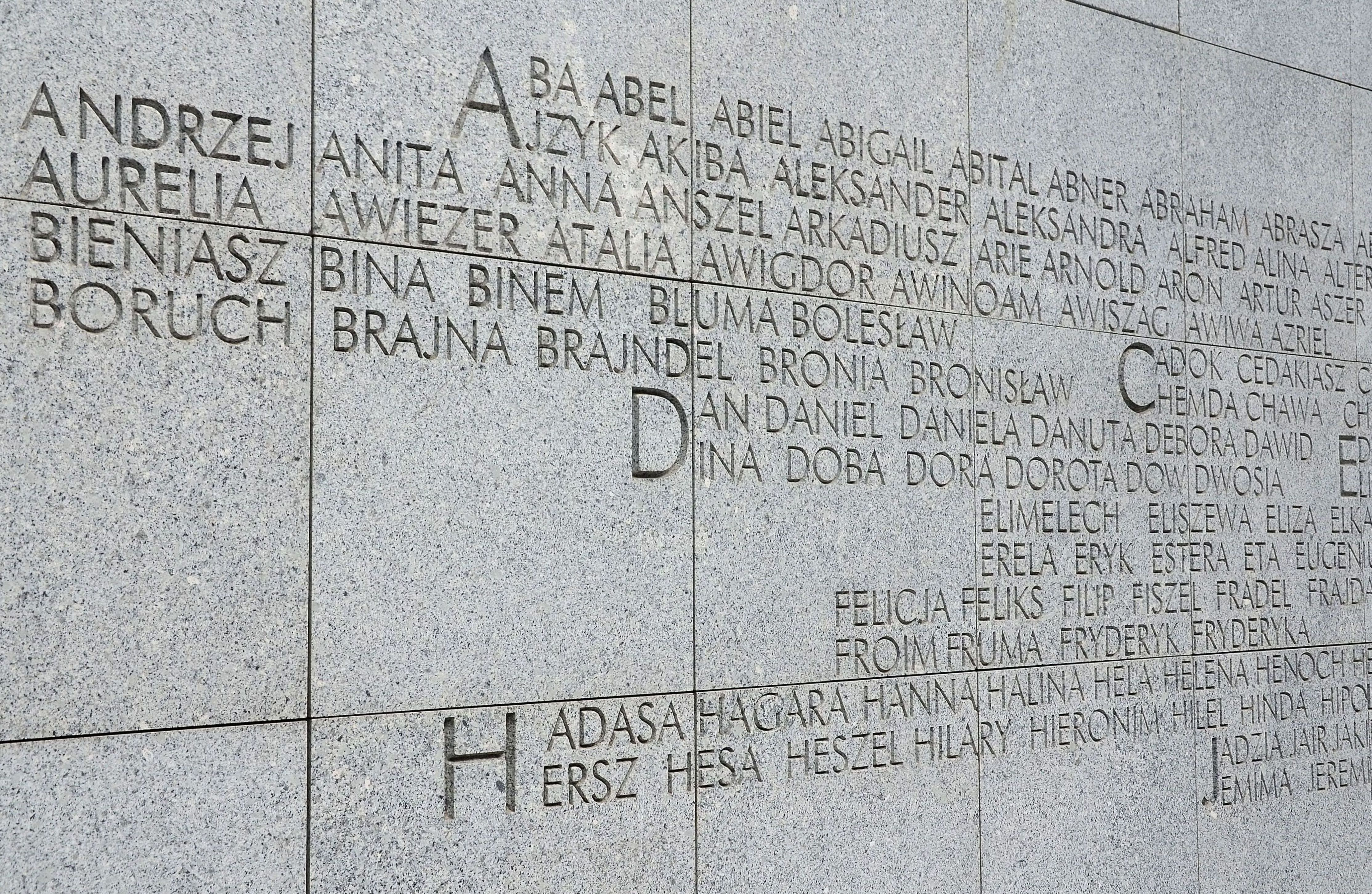
Die Namen auf der Wand des Denkmals

In den Jahren 2007 und 2008 wurde das Denkmal völlig renoviert, nachdem es infolge der geringen Qualität der für den Bau verwendeten Materialien in einem sehr schlechten Zustand war. Die weißen Marmortafeln (aus sogenanntem Marmor „Biała Marianna“) wurden durch eine Verkleidung aus einem bei ungünstiger Witterung haltbareren grauen Granit aus der Ortschaft Zimnik in Niederschlesien (Dolny Śląsk) ersetzt. Nach dem Projekt von Hanna Szmalenberg und Teresa Murak wurde eine Grünanlage um das Denkmal von einem Lahm-Kies-Weg überquert und von der Kreuzung der Ulica Stawki und Ulica Dzika ein schmaler gewellter Streifen mit blaublühendem (den Farben der Fahne Israels entsprechend) Ysop gepflanzt.
Zur Erinnerung an die Opfer der Vertreibung aus dem Warschauer Ghetto im Jahr 1942 beginnt seit 2012 jedes Jahr am 22. Juli am Denkmal der Erinnerungsmarsch, den das Jüdische Historische Institut organisiert.

## Die erste Erinnerung des Umschlagplatzes

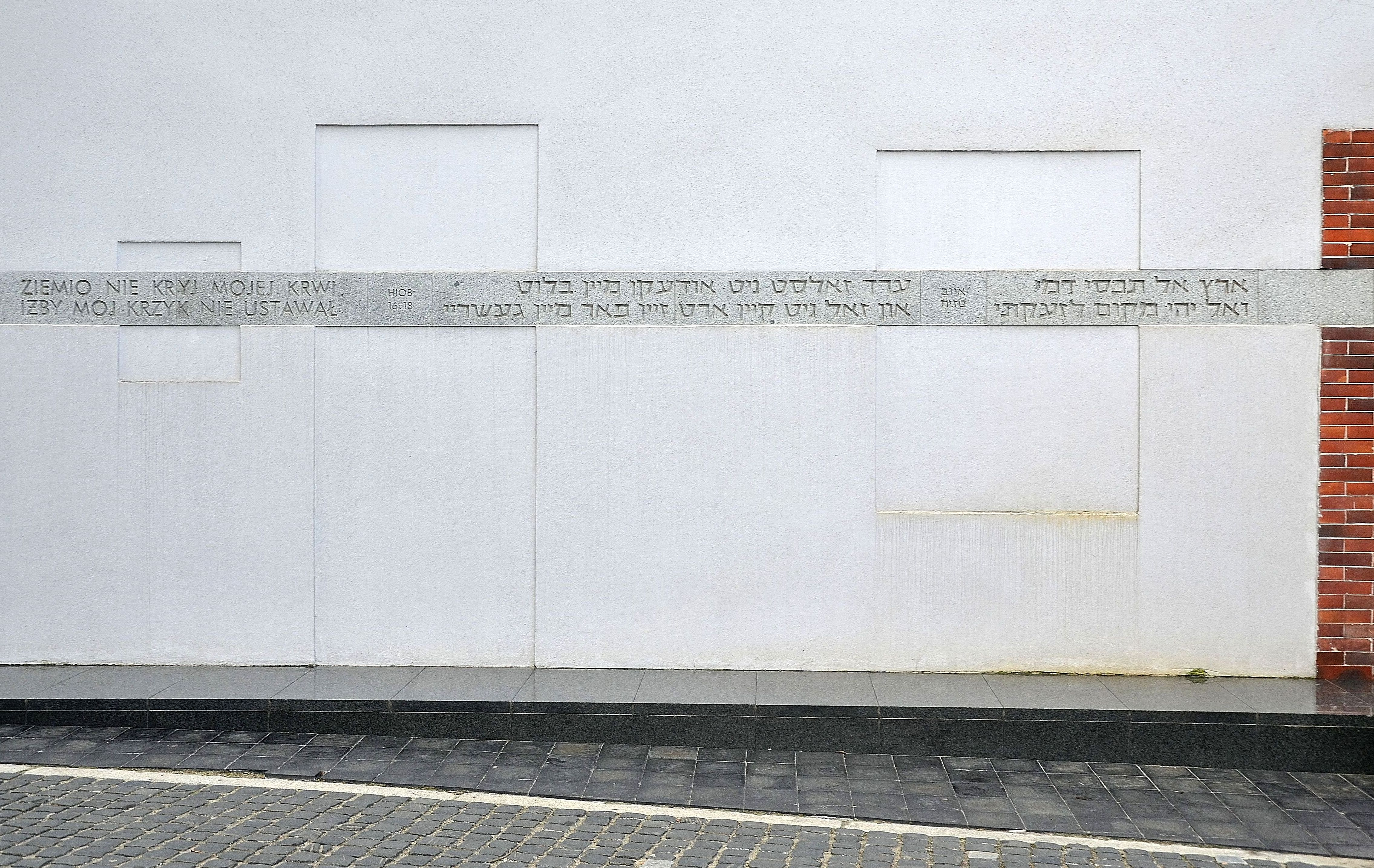
Ein die Konturen von zwei Fenstern und Türen „schneidendes“ Zitat aus dem Buch Hiob an der Seitenwand des Gebäudes.

Das heutige Denkmal ersetzte die erste Nachkriegszeiterinnerung dieses Ortes in Form einer Sandsteintafel, die sich im Jahre 1948 an der Seitenwand eines Gebäudes am Umschlagplatz (von der Seite der Ulica Stawki) befand. Sie war mit der Inschrift in polnischer, hebräischer und jiddischer Sprache versehen:
Von diesem Ort aus deportierten in den Jahren 1942 und 1943 nationalsozialistische Massenmörder Hunderttausende Juden in die Vernichtungslager zum Märtyrertod. Zur Ehre und Erinnerung an jüdische Märtyrer und Kämpfer.
(Übersetzung)

## In der Nähe
- Trakt Pamięci Męczeństwa i Walki Żydów – ein Steinblock zur Erinnerung der Errichtung des Warschauer Ghettos von den Deutschen im Jahre 1940 (Ulica Stawki, an der Ecke mit der Ulica Dzika);
- Das Gebäude der Fakultät für Psychologie der Universität Warschau (vor dem Krieg Nr. 21, heute Nr. 5/7) – in diesem Gebäude befand sich in den Jahren 1942–1943 eine SS-Abteilung, die den Umschlagplatz kontrollierte.

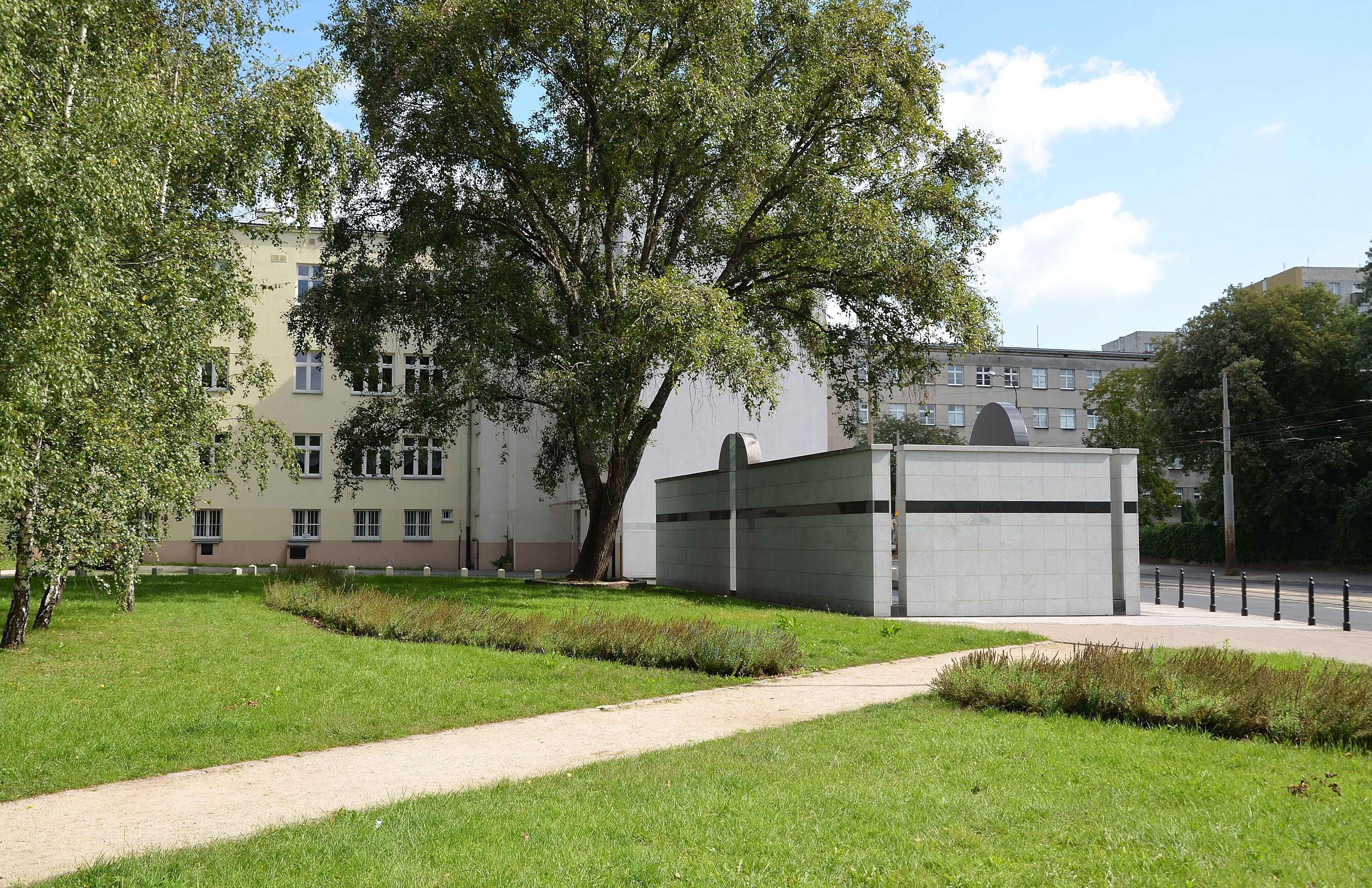
Der Erinnerungsort von der Seite der Ulica Dzika

- Der Erinnerungsort von der Seite der Ulica DzikaIm hinteren Bereich des Grundstücks von Zespół Szkół Licealnych i Ekonomicznych Nr. 1 blieb ein Teil der Ghettomauer erhalten, der die Grenze zum Umschlagplatz bestimmte.[11][12] Im Jahre 2014 wurde er abgetragen und nach der Reinigung der Ziegel neu erstellt.[13][14]